# 曼努埃尔·费勒
曼努埃尔·费勒（德語：Manuel Feller，1992年10月13日—），奥地利男子高山滑雪运动员。他曾代表奥地利参加2018年和2022年冬季奥林匹克运动会高山滑雪比赛，其中2018年冬季奥运会获得一枚银牌。